# Citroën Oli
Citroën Oli este un concept de camionetă complet electrică care a fost dezvăluit pe 29 septembrie 2022 de producătorul francez de automobile Citroën.

## Istoric
Citroen a prezentat pe 27 septembrie 2022 noua identitate de marcă și sigla, care este o reinterpretare a originalului din 1919. Noua siglă a debutat pe acest concept, înainte de a fi introdus în viitoarele modele de serie începând cu jumătatea anului 2023.